# Iasos (Sohn des Triopas)
Iasos (altgriechisch Ϊασος Íasos) ist in der griechischen Mythologie ein Sohn des Triopas und der Soïs.
In der Nachfolge seines Vaters war er König von Argos. Er ist der Bruder von Pelasgos, Agenor und Xanthos. Krotopos, Sohn seines Bruders Agenor, wurde sein Nachfolger. Nach Pausanias ist Io seine Tochter.
Mit Pelasgos soll er über Argos geherrscht haben, der eine über den westlichen, der andere über den östlichen Teil des Königreiches.